# Guybrush Threepwood
Guybrush Threepwood a LucasArts Monkey Island számítógépes játéksorozatának főhőse. A harmadik és negyedik részben Guybrush szinkronhangja Dominic Armato. Guybrush állítása szerint ő egy hatalmas kalóz, de a sorozat minden részében viccelődnek a nevével és szándékosan vagy véletlen elferdítik, például „Gibberish Driftwood”, „Nosehair Seepgood” vagy „Gorbush Threekwood”.
A „Guybrush” név eredete a Deluxe Paint programból származik, azon belül az eszköztől, amit az alkotó használt, amikor megrajzolta a szereplőt. Mikor még a szereplőnek nem volt neve, a fájlt egyszerűen Guy-nak (srác) nevezte el a készítő. Mikor elmentette, a Deluxe Paint automatikusan hozzárendelte a „.brush” (ecset) kiterjesztést, mielőtt a tervező kigondolhatott volna egy nevet. Mikor beszéltek a figuráról, utalt a „Guy.brush”-ra, és eldöntötték, hogy ez lesz a főhős valódi neve. A „Threepwood” pedig Dave Grossman programozó Szerepjáték-karakterének volt a neve és szavazással választották ki. A név P. G. Wodehouse szereplőitől (Galahad Threepwood és Clarence Threepwood) származik.

## Testet öltés
|  | Alább a cselekmény részletei következnek! |

A második játékban, a Monkey Island 2: LeChuck's Revenge (MI2) egyik párbeszédében, Guybrush, mielőtt azt hazudja hogy 21 éves, majdnem bevallja, hogy igazából csak tizenkilenc. Bár a játékban az első két rész közt eltelt idő bizonytalan, az első részben, a The Secret of Monkey Island-ban Guybrush körülbelül tizennyolc éves lehetett. A harmadik részben, a The Curse of Monkey Island-ban (CMI), Guybrush „SCUMM Actors Guild” (SCUMM Szereplők Klubja) tagsági kártyája szerint Guybrush húszéves, bár ez ellentmondásba ütközik. A CMI elején ugyanis Guybrush biztosan állítja, hogy öt évig raboskodott ősellenségénél, LeChuck-nál, valamint megbízható segítője a Voodoo Lady (Voodoo hölgy) is azt mondta, hogy hat évig élt három szigeten. Ha feltételezzük hogy Guybrush 19 éves a második játékban, akkor a CMI elején legalább 24 évesnek kell lennie. Feltételezhető, hogy az öt év kihagyás egy szereplőt nem érintő utalás a valós időben, a két játék közt eltelt időre, nem pedig Guybrush fogságban eltöltött évei. Másik lehetőség lehet az is, hogy a tagsági kártya egy bizonyos életkort mutat, nem pedig a születési dátumot. Ebben az esetben lehetséges hogy a kártya nem volt megújítva négy évig (valószínűleg a klub nem értesült a címváltozásról sem, mikor Guybrush fogságban volt). A főszereplő életkora nincs közvetlenül megemlítve a negyedik részben az Escape from Monkey Island-ban, de ez a rész Guybrush és felesége, Elaine Marley három hónapos nászútja (ami a CMI végén kezdődött) után játszódik.
Guybrush a második részben szakállt és bajuszt növesztett, de a harmadik és negyedik részben már leborotválta. A szereplő megjelenése a különböző rajz- és animáció stílusok miatt egyébként is elég szélsőségesen változik a részek közt, de ez a legfeltűnőnbb változás. A második részben Guybrush saját bevallása szerint hasonlít Zonker Harris-re. Mikor az Escape from Monkey Island-ben Guybrush megpróbál meginni egy üveg grogot, Elaine felkiált: „Guybrush Ulysses Threepwood!”. Bizonytalan, hogy vajon az „Ulysses” Guybrush középső neve-e.

## Szereplések
|  | Alább a cselekmény részletei következnek! |

### The Secret of Monkey Island
Mikor Guybrush először feltűnik a The Secret of Monkey Island-ben, akkor még csak egy esetlen kamasz, akinek egyetlen célja hogy kalóz legyen. (A Monkey Island játékok a karibi szigetvilágban játszódnak, meghatározhatatlan korban (a játékban 17. századi kalózok is szerepelnek, de korhűtlenül például üdítőital-automaták is)). Bár Guybrush bájos legénynek van beállítva, közelről vézna szőke fiú, minimális bátorsággal, intelligenciával és karizmával. Fő képessége, hogy vissza tudja tartani a lélegzetét tíz percen keresztül. Ezek miatt nem sok sikerrel jelentkezik kalóznak, de kitartóan és makacsul teljesíteni akarja a kalózság három próbáját.
Miközben Threepwood Mêlée Island-on kalandozik, találkozik a Tri-Island Area (Három Sziget Körzet) gyönyörű kormányzójával, Elaine Marley-val, akibe azonnal bele is szeret. Nem Guybrush az egyetlen, akit érdekel Marley kormányzó, LeChuck a szellemkalóz már régóta szerelmes belé. Mikor a főgonosz elrabolja Elaine-t, Guybrush megpróbálja kiszabadítani őt LeChuck búvóhelyéről, Monkey Island-ről. Elaine elég hozzáértésről tett bizonyságot, mikor meg kellett védenie magát LeChuck-tól (ő volt LeChuck kalóz-legénységének egykori kapitánya) és könnyedén elszökött tőle (Guybrush tudtán kívül). Guybrush-nek meglepő módon sikerül legyőznie a szellemkalóz LeChuck-ot és ezáltal rettegett kalózzá válnia.

### Monkey Island 2: LeChuck's Revenge
A Monkey Island 2 (szinte az egész játék) Guybrush visszaemlékezéséről szól. Elaine-nek meséli el, hogy mi történt vele. Ugyan a játékban meg lehet halni (savas gödörbe esni), de ilyenkor a játék visszavált a történetmeséléshez, ahol Elaine megkéri Guybrush-t, hogy azt mondja ami igazából történt, ugyanis nem halhatott meg ha el tudja neki mondani a történetet.
A Monkey Island 2: LeChuck's Revenge kezdetén Guybrush új kalandba kezd: arcszőrzetet növeszt. Scabb Island-en Guybrush már hamar összefut Largo LaGrande-val, LeChuck egykori "jobbkezével". Largo észreveszi, hogy LeChuck szellem-szakálla Guybrush-nál van – aki megtartotta azt trófeaként – majd ellopja a szakállat, hogy feltámassza vele hajdani főnökét. Guybrush-nek köszönhetően, LeChuck ezúttal egy mérges zombi voodoo erőkkel felvértezve, nem pedig csak egy zsémbes szellem.
A Voodoo Lady (Voodoo hölgy) elmondja Guybrush-nek, hogy LeChuck-ot csak a legendás kincs, a Big Whoop (Nagy Dobás) erejével lehet megállítani. Ahhoz, hogy ezt megtalálja, Guybrush-nek be kell járni a közeli Phatt Island-et és Booty Island-et is, ugyanis a kincses térkép négy darabját itt találhatja meg. Amint összerakta a térképet, Guybrush-t elfogja LeChuck. Guybrush szökés közben óriási robbanást idéz elő, ami egész Dinky Island-ig repíti. Éppen oda, ahol a Big Whoop el van rejtve. Guybrush dinamittal "leás" a kincsig, és hirtelen egy kibetonozott alagútrendszerben találja magát.
A MI2 hátralévő része eléggé szürrealisztikus. Üldözés veszi kezdetét egy elhagyatott földalatti helyen, ahol többek közt van egy lift, egy iroda valamint különféle gépek. LeChuck azt állítja, hogy ő Guybrush testvére (ez Darth Vader és Luke Skywalker, "I am your father" (Én vagyok az apád) jelenetének paródiája a Birodalom Visszavág-ból). Miután Guybrush legyőzi LeChuck-ot egy voodoo babával, Guybrush letérdel és leveszi LeChuck "álarcát". Kiderül, hogy LeChuck nem más mint Guybrush erőszakos bátyja "Chuckie". Hirtelen Guybrush és Chuckie is gyerekek lesznek, akik a szüleikkel egy vidámparkban vannak, ami miatt úgy tűnik, mintha az első két játék (a The Secret of Monkey Island és a Monkey Island 2: LeChuck's Revenge) csak egy fiatal kalózmániás gyerek álmodozása lett volna. Csak egy rövid jelenet cáfolja ezt meg: Elaine Marley tűnődik rajta, hogy Guybrush áldozatául eshetett LeChuck valamelyik gonosz varázslatának. Valamint láthatjuk "Chuckie" gonoszan izzó, vörös szemeit, sejtetve hogy ez csak LeChuck lehet. Ezzel a furcsa jelenettel a játék véget ér.

## Ihlet és utalások
- Számtalan hasonlóság fedezhető fel Guybrush és a konkurens Sierra Entertainment Space Quest sorozatának főhőse, Roger Wilco közt. Mind a ketten jószándékúak, de viszonylag buta szereplők, akik vonakodva (gyakran tudtukon kívül) bár, de hőstetteket hajtanak végre.

- Számos kalandjáték tartalmazza valahogy a Guybrush nevet. Például a The Longest Journey-ben, April Ryan játékmajmának a neve 'Constable Guybrush' (Guybrush közrendőr).

- A LucasArts egy másik játékában, az Indiana Jones and the Infernal Machine-ben található egy easter egg, melyet egy cheat (csalás) kóddal tudunk előhozni. Ha beírjuk a cheat menübe, hogy "makemepirate", Indiana Jones átváltozik Guybrush 3D-s változatává. Sőt, ha használjuk a rakétavetőt, rakéták helyett gumicsirkéket lő, és a háttérben trópusi dob-zene hallatszik, amíg a csirke be nem csapódik.

## Érdekességek
|  | Alább a cselekmény részletei következnek! |

- Guybrush képes visszatartani a lélegzetét egészen tíz percig, amit számtalanszor meg is említ. Ez a különleges tulajdonság jól mutatja a LucasArts "politikáját", miszerint nem hagyja a játékost veszíteni, így a szereplő nem halhat meg és nem kerülhet "megnyerhetetlen" állapotba. Ez alól mindössze egy kivétel van. Az összes Monkey Island játék közül Guybrush mindössze akkor tud meghalni, mikor a The Secret of Monkey Island-ben csapdába esik a víz alatt. Ilyenkor ha a játékos nem találja meg a kivezető utat tíz perc alatt (vagy egyszerűen nem csinál semmit) Guybrush megfullad. Ekkor a kezelőfelületen a cselekvések (mint például a "Pick Up" (felvesz), "Give" (ad) vagy a "Talk To" (beszél)) átváltoznak, olyanokra mint például "Duck" (lemerül), "Float" (lebeg) vagy akár a nem működő "Order Hint Book" (útmutató megrendelése).

- Guybrush lélegzet visszatartó képességére utal a Quest for Glory V-ben, az a rész, ahol a főhős megfullad és egy üzenettel találjuk szemben magunkat, miszerint: "This is the lesson you've been taught – Guybrush Threepwood you are not. When by water you are surrounded – Get to shore before you're drowned" (kb.: "Mit e lecke megmutat – Guybrush Threepwood nem te vagy. Midőn víz vesz körbe téged – partra menj, mielőtt véged"). Hasonló üzenetet kapunk az Indiana Jones and the Fate of Atlantis-ban is, ha a főszereplő megfullad.

- A harmadik és negyedik részben Guybrush megemlíti érthetetlen félelmét a porcelánoktól. Ez a fóbia humoros célzás lehet Indiana Jones kígyóktól való félelmére, vagy a francia humorista Pierre Desproges-re, aki a '86-os "stand-up comedy"-jében megemlítette, hogy fél a porcelánoktól. Vannak, akik szerint ez a különös félelem a SMI-ből ered, ahol Guybrush és Fester Shinetop seriff (LeChuck álruhában) verekedés közben összetörtek egy vázát. Ez a magyarázat viszont téves lehet, ugyanis a Monkey Island 2-ben Guybrush nem félt megvizsgálni a porcelánokat Elaine villájában.

- A Fable nevű játékban a Lychfield temetőben találhatunk 1 feliratot: "No man can hold his breath for ten minutes" (Senki nem tudja 10 percig visszatartani a lélegzetét). A temetőben és más síroknál egyébként sok más poént is találunk (Pl: Sir Peter Molyneux sírja (ő készítette a játékot)

- A Cyberdreams által készített és 1992-ben kiadott Dark Seed című kalandjáték, mely a megjelenése korában még ritkán alkalmazott nagy felbontást (640 x 400) használta. A történet főhősének, Mike Dawson-nak a házától nem messze található temetőben az egyik síron ez olvasható: G. Threepwood, R.I.P..

- A LucasArts 2010-ben kiadott Star Wars: The Force Unleashed 2 című játékban feltűnik mint jelmez.